# Fraxinus caroliniana
Espèce
Synonymes
- Calycomelia caroliniana (Mill.) Kostel.[1]
- Calycomelia pallida (Bosc) Kostel.[1]
- Fraxinus americana var. caroliniana (Mill.) D.J.Browne[1]
- Fraxinus caroliniana var. caroliniana[1]
- Fraxinus caroliniana var. cubensis (Griseb.) Lingelsh.[2]
- Fraxinus caroliniana var. oblanceolata (M.A. Curtis) Fern. & Schub.[2]
- Fraxinus cubensis Griseb.[3]
- Fraxinus floridana (Wenz.) Sarg.[1]
- Fraxinus nigra subsp. caroliniana (Mill.) Wesm.[1]
- Fraxinus pallida Bosc[1]
- Fraxinus pauciflora Nutt.[2]
- Fraxinus triptera Nutt.[1]
- Leptalix caroliniana (Mill.) Raf.[1]
- Leptalix pallida (Bosc) Raf.[1]
- Samarpses triptera (Nutt.) Raf.[1]

Statut de conservation UICN

 EN A3e+4ae : En danger
Fraxinus caroliniana (Carolina ash en anglais) est une espèce de plantes à fleurs de la famille des Oleaceae. C'est un arbre trouvé aux États-Unis et à Cuba.

## Liste des variétés et sous-espèces
Selon Tropicos (10 avril 2019) (Attention liste brute contenant possiblement des synonymes) :
- sous-espèce Fraxinus caroliniana subsp. cubensis (Griseb.) Borhidi
- variété Fraxinus caroliniana var. caroliniana
- variété Fraxinus caroliniana var. cubensis (Griseb.) Lingelsh.
- variété Fraxinus caroliniana var. latifolia (Vahl) Willd.
- variété Fraxinus caroliniana var. oblaceolata (M.A. Curtis) Fernald & B.G. Schub.
- variété Fraxinus caroliniana var. oblanceolata (M.A. Curtis) Fernald & B.G. Schub.
- variété Fraxinus caroliniana var. platycarpa (Michx.) Lingelsh.
- variété Fraxinus caroliniana var. pubescens (M.A. Curtis) Fernald
- variété Fraxinus caroliniana var. rehderiana (Lingelsh.) Sarg.

## Répartition
On trouve l'espèce aux États-Unis (Alabama, Arkansas, Caroline du Nord, Caroline du Sud, Floride, Géorgie, Louisiane, Mississippi, Texas, Virginie) et à Cuba.

## Publication originale
- The Gardeners Dictionary: eighth edition Fraxinus no. 6. 1768.